# Dan Rather
Daniel Irvin Rather (Wharton (Texas), 31 de outubro de 1931) é um jornalista norte-americano.
Dan Rather tornou-se conhecido do grande público norte-americano graças ao bom trabalho que fez aquando do assassinato, em Dallas, do presidente John Fitzgerald Kennedy em Novembro de 1963.

## Biografia
Enquanto estudava numa universidade texana, onde se viria a formar em jornalismo em 1953, Dan Rather estreou-se no jornalismo em 1950. Começou por ser correspondente da agência noticiosa Associated Press em Huntsville, no Texas, mas ainda em 1950 passou para a United Press International, onde esteve dois anos. Trabalhou, posteriormente, em diversas rádios e televisões locais, até que em 1962 foi contratado pela poderosa estação televisiva CBS. No ano anterior Dan Rather tinha impressionado os responsáveis da CBS ao fazer uma boa reportagem, sobre a passagem de um furacão, para uma estação de televisão de Houston.
Depois de ter exercido diversos cargos de chefia em delegações da CBS, em 1981 passou a editar e apresentar, em substituição do consagrado Walter Cronkite, os noticiários CBS Evening News, onde esteve até 1994 apesar de inicialmente não ter tido muita audiência. A partir de 1994 passou a partilhar a apresentação com Connie Chung. Ainda em 1981 iniciou um programa de análise e notícias na rádio CBS, o Dan Rather Reporting. A partir de 1988 apresentou e fez reportagens para o programa de televisão 48 Hours.
Apesar de ser um apresentador já veterano, Dan Rather nunca deixou de acompanhar os principais acontecimentos do mundo.
Ao longo dos anos fez a cobertura do escândalo Watergate, das guerras do Vietnam, da Jugoslávia, do Golfo, do Afeganistão, acompanhando também tudo o que se passava na Casa Branca.
Dan Rather entrevistou todos os presidentes norte-americanos desde Dwight Eisenhower, que liderou o país entre 1953 e 1961. Foi o primeiro a conseguir uma entrevista com Bill Clinton após o escândalo em 1998 com a estagiária Monica Lewinsky.
Em 1990 tinha sido o primeiro jornalista a entrevistar o presidente iraquiano Saddam Hussein após a invasão do Kuweit pelo Iraque.
Paralelamente à carreira de jornalista, Dan Rather escreveu a partir de 1974 diversos livros sobre jornalismo e editou outros com compilações de artigos seus, escritos regularmente para diversas publicações.
Uma carreira tão recheada originou uma série de homenagens, uma das quais feita pela Universidade Estadual Sam Houston, em Huntsville, onde se formou. O edifício onde se encontram as salas de jornalismo e comunicação passou a ostentar o seu nome em 1994.
A 9 de Março de 2005 apresentou pela última vez o noticiário das 20h00 - "Evening News" - da CBS, onde se manteve mais de vinte anos, despedindo-se assim da sua carreira de pivot.
Entre muitos outros prémios, foi várias vezes galardoado com o Emmy, o troféu mais importante da televisão norte-americana.